# Mary Hooper (Schriftstellerin, 1948)
Mary Hooper (* 1948 in Barnes) ist eine britische Kinder- und Jugendbuchautorin.

## Leben
Sie ist gelernte Schaufensterdekorateurin und studierte ab 1990 Englisch an der Reading University. Hooper hat über dreißig Kinder- und Jugendbücher verfasst. Im Jahr 2001 wurde sie für ihr Jugendbuch Megan (ISBN 9780747563914) mit dem North East Book Award ausgezeichnet. Sie lebt in Henley-on-Thames.

## Werke (Auswahl)
- Velvet,  Berlin, Bloomsbury Kinderbücher und Jugendbücher, 2011
- Totenmädchen, München cbj, 2011,
- Geheimnisvolles Vermächtnis, Berlin, Bloomsbury Kinderbücher & Jugendbücher, 2010
- Teuflische Maskerade, Berlin, Bloomsbury Kinderbücher & Jugendbücher, 2010
- In königlichem Auftrag, Berlin, Bloomsbury Kinderbücher & Jugendbücher, 2010
- Im Haus des Zauberers, Berlin, Bloomsbury Kinderbücher und Jugendbücher, 2010
- Das außergewöhnliche Leben der Eliza Rose, Berlin, Bloomsbury Kinderbücher & Jugendbücher, 2010
- Aschenblüten, Berlin, Bloomsbury Kinderbücher & Jugendbücher, 2010
- Die Schwester der Zuckermacherin, Berlin Bloomsbury, 2010